# Gunilla Lindberg (journalist)
Karin Elsa Gunilla Lindberg, född 8 december 1934 i Uppsala domkyrkoförsamling, död 18 augusti 2011 i Helga Trefaldighets församling i Uppsala, var en svensk journalist och författare.
Efter studier i bland annat litteraturhistoria vid Uppsala universitet samt studier vid Institutet för högre reklamutbildning (IHR) i Stockholm kom Lindberg att arbeta med reklam, för att senare bli frilansjournalist. Som journalist var Lindberg bland annat redaktör för Akademiska sjukhusets tidning Ronden, samt arbetade åt Uppsala läns landstings personaltidning Upptinget och Hyresgästföreningens tidning Hyresfolket.
Lindberg skrev under många år kåserier i Upsala Nya Tidning samt över 30 böcker om Uppsala, varav två skönlitterära.
Hon gifte sig 1961 med översättaren Magnus K:son Lindberg (1909–1983). Efter 20 år som änka gifte hon 2003 om sig med Expressen-journalisten Bengt Appelgren (1927–2012). Gunilla Lindberg är begravd på Uppsala gamla kyrkogård.